# Klipptagel
Klipptagel (Bryoria chalybeiformis) är en lavart som först beskrevs av L., och fick sitt nu gällande namn av Brodo & D. Hawksw. Klipptagel ingår i släktet Bryoria och familjen Parmeliaceae.  Arten är reproducerande i Sverige. Inga underarter finns listade i Catalogue of Life.